# Things Have Changed (Mattafix)
Things Have Changed è una canzone del gruppo inglese dei Mattafix, estratta come secondo singolo dal loro secondo album Rhythm & Hymns, pubblicato nel 2007.
Il brano è stato pubblicato come singolo nel 2008.

## Il video
Il video prodotto per Things Have Changed è stato diretto da Justin Francis, regista che in precedenza aveva lavorato, tra gli altri, con Alicia Keys ed Eminem. Il video ha un soggetto piuttosto semplice: una successione di visi di persone di differente sesso, età ed etnia, a cui si alternano spesso i volti dei due componenti del gruppo che cantano il brano.